# Ольга Прохорова (плавчиня)
Ольга Прохорова (рос. Ольга Николаевна Прохорова; нар. 19 березня 1979) — російська плавчиня.
Призерка Чемпіонату світу з водних видів спорту 1994 року.
Призерка Чемпіонату Європи з водних видів спорту 1993 року.